# Charles de Lasteyrie
Pour les autres membres de la famille, voir Famille de Lasteyrie.
Charles Ferdinand de Lasteyrie du Saillant, né le 27 août 1877  à Paris (Seine) et mort dans la même ville le 28 juin 1936, est un homme politique, banquier et historien français.

## Biographie

### Jeunesse et études
Il est le fils du comte Robert de Lasteyrie et d'Antoinette Desforges-Boucher.
Comme son père, il est élève de l'École nationale des chartes. Il y obtient le diplôme d'archiviste paléographe avec une thèse intitulée « L'abbaye Saint-Martial de Limoges » (1899). 
Il est titulaire d'une licence de droit obtenue à l'université de Paris.

### Parcours professionnel
Il est reçu en 1902 au concours de l'Inspection générale des finances. Il entre dans la banque en 1909.
Pendant la Grande Guerre, il sert comme officier de liaison à l'état-major de la région du Nord, puis est nommé chef de cabinet de Denys Cochin, qu'il suit dans ses fonctions ministérielles successives. Il participe ensuite à la préparation du traité de Versailles comme délégué financier du gouvernement français à la commission d'armistice, puis comme secrétaire général de la commission des réparations.
Il enseigne à l'École libre des sciences politiques, où il donne un cours traitant, selon Pierre Rain, des « réformes fiscales accomplies à l'étranger ».

### Parcours politique
Élu député de la Corrèze en 1919, puis de la Seine en 1928, réélu en 1932 et 1936.
Charles de Lasteyrie est ministre des Finances du 15 janvier 1922 au 29 mars 1924 dans le deuxième gouvernement Raymond Poincaré.
Il est inhumé au cimetière du Montparnasse.

## Famille
Arrière petit-fils de Mirabeau, il épouse, le 26 juin 1907, Marie-Marguerite Poiret (1885-1973), fille de Théodore Frédéric Poiret. Ils ont cinq enfants :
- Charlotte Marie Françoise Julia de Lasteyrie du Saillant (8 février 1913 - 10 janvier 2000) épouse Jehan Bruno Michel Marie de Klopstein, baron de Klopstein (14 novembre 1908 - 6 mars 1985), dont descendance ;
- Bernard Frédéric Robert Charles de Lasteyrie du Saillant, comte de Lasteyrie (4 août 1914 - 23 novembre 1975) épouse Geneviève Marie Raymonde Chodron de Courcel (22 novembre 1917 - 4 octobre 2008), dont descendance ;
- Geneviève de Lasteyrie du Saillant (7 janvier 1916 - 16 octobre 2000) épouse Henri de Rarécourt de La Vallée de Pimodan (22 octobre 1911 - 18 avril 1945), sans descendance ;
- Robert de Lasteyrie du Saillant, comte de Lasteyrie (11 mai 1921 - 27 août 1974) épouse Francine Bazin de Jessey (11 septembre 1921 - 8 février 2014), dont descendance ;
- Françoise de Lasteyrie du Saillant (8 juillet 1922 - 25 janvier 1976) épouse Jacques Le Cordier de Bigars de La Londe, marquis de La Londe  (18 février 1912 - 3 juillet 2013), dont descendance.

## Distinctions

### Décorations française
- Chevalier de la Légion d'honneur (décret du 16 novembre 1919)

### Décorations étrangères

#### Belgique
- Officier de l'Ordre de Léopold
  -  Chevalier de l'Ordre de Léopold

#### Espagne
- Grand-croix de l'Ordre d'Isabelle la Catholique
  -  Commandeur de l'Ordre d'Isabelle la Catholique
  -  Commandeur ordinaire de l'Ordre d'Isabelle la Catholique
  -  Officier de l'Ordre d'Isabelle la Catholique
  -  Chevalier de l'Ordre d'Isabelle la Catholique

#### Royaume-Uni
- Commandeur de l'Ordre de l'Empire britannique

### Hommage
- Rue de Lasteyrie dans le 16e arrondissement de Paris[5].
- Rue Charles de Lasteyrie à Brive-la-Gaillarde.